# José Joaquín Ruíz y Zapata
José Joaquín Antonio Ruíz y Zapata (Llanogrande, Rionegro, Virreinato de la Nueva Granada, 7 de octubre de 1755 - Llanogrande, Rionegro, Gran Colombia, 21 de agosto de 1821) fue un empresario, juez poblador neogranadino. 
El 16 de octubre de 1792 fue nombrado juez poblador de Sonsón por el gobernador de la provincia de Antioquia, don Francisco Baraya y la Campa; casi ocho años después fundó con setenta personas la colonia de San Josef de Espeleta de Sonzón.

## Biografía
Fue el quinto hijo del matrimonio conformado por Magdalena Zapata Molina y Cristóbal Ruíz y Castrillón.
Bautizado el mismo día de su nacimiento por su tío el padre José Antonio Ruíz y Castrillón; se desconoce si recibió formación académica, no obstante los registros históricos revelan que fue casi nula.
En censo levantado en el año de 1787, se describía a don José Joaquín como un hombre soltero, vivía en su casa paterna y tenía derecho, junto con sus hermanos, sobre una mina situada en el sitio conocido como San Miguel, en la cual había seis esclavos. Poseía también tierras en Las Palmas en las que se producía maíz, y otras de ganadería en el Río Arriba, donde tenía sesenta cabezas de vacuno, así como una casa en Rionegro, por valor de $3.895; lo que representaba un patrimonio significativo para la época. Su lealtad política era para la Corona española.
En julio de 1792 Ruíz y Zapata visitó por invitación la naciente población de San José de Ezpeleta; meses después y tras enterarse de la dimisión de Matías Arias Bueno como juez poblador, el 10 de octubre dirigió una carta al gobernador mediante la cual solicitaba ser nombrado en su reemplazo. La respuesta favorable, llegó el 16 del mismo mes.
La labor en pro de la fundación del poblado comenzó en 1793; ese año escribió al principal opositor de la fundación y terrateniente del lugar, José Antonio de Villegas, manifestando su interés de comprar las tierras de su padre, Felipe de Villegas. La negativa de ambos motivó al juez poblador a dirigir una carta al gobernador manifestando esta dificultad, que años atrás había sido zanjada haciendo los estudios sobre el perjuicio causado a los dos últimos, en los que se había dictaminado la plena viabilidad de la fundación.

En 1795 se nombró como ayudante del juez poblador a José Antonio de Alzate, y en 1797, dada la discordia sembrada por algunos vecinos y las precarias condiciones de vida, se disolvió la fundación del poblado, y sus ocupantes, se radicaron principalmente en territorio del actual Abejorral.

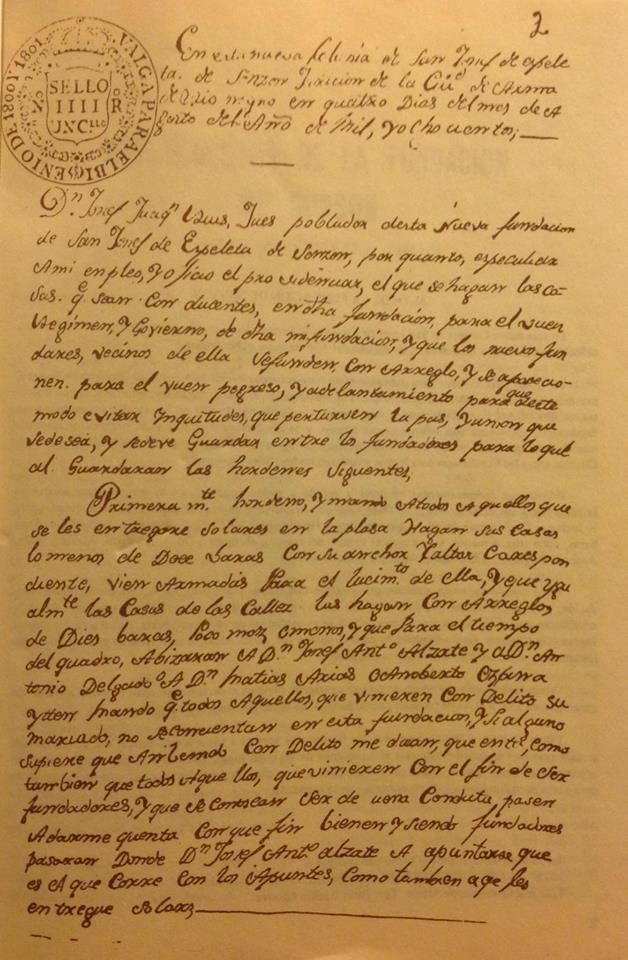
Facsímil del acta de fundación original.

Transcurrieron casi tres años desde la extinción del poblado, y en 1798, Alejandro Ocampo y Basilio Aguirre, descubrieron una mina de oro cerca a lo que hoy es el casco urbano de Sonsón con características idóneas para establecer una fundación. Al año siguiente don José Joaquín, enterado del hallazgo, encomendó a su hermano José Pablo María y a Fernando Arias Bueno, explorar el territorio en compañía de un grupo de los primeros fundadores.

### Fundación de Sonsón
El 26 de julio, llegó don José Joaquín al poblado, y después de las múltiples dificultades superadas, el 4 de agosto de 1800, el juez poblador inició la demarcación de la plaza principal y la repartición de solares. Tras redactar el acta de fundación, oficialmente quedó constituida la nueva colonia de San Josef de Espeleta de Sonzón.

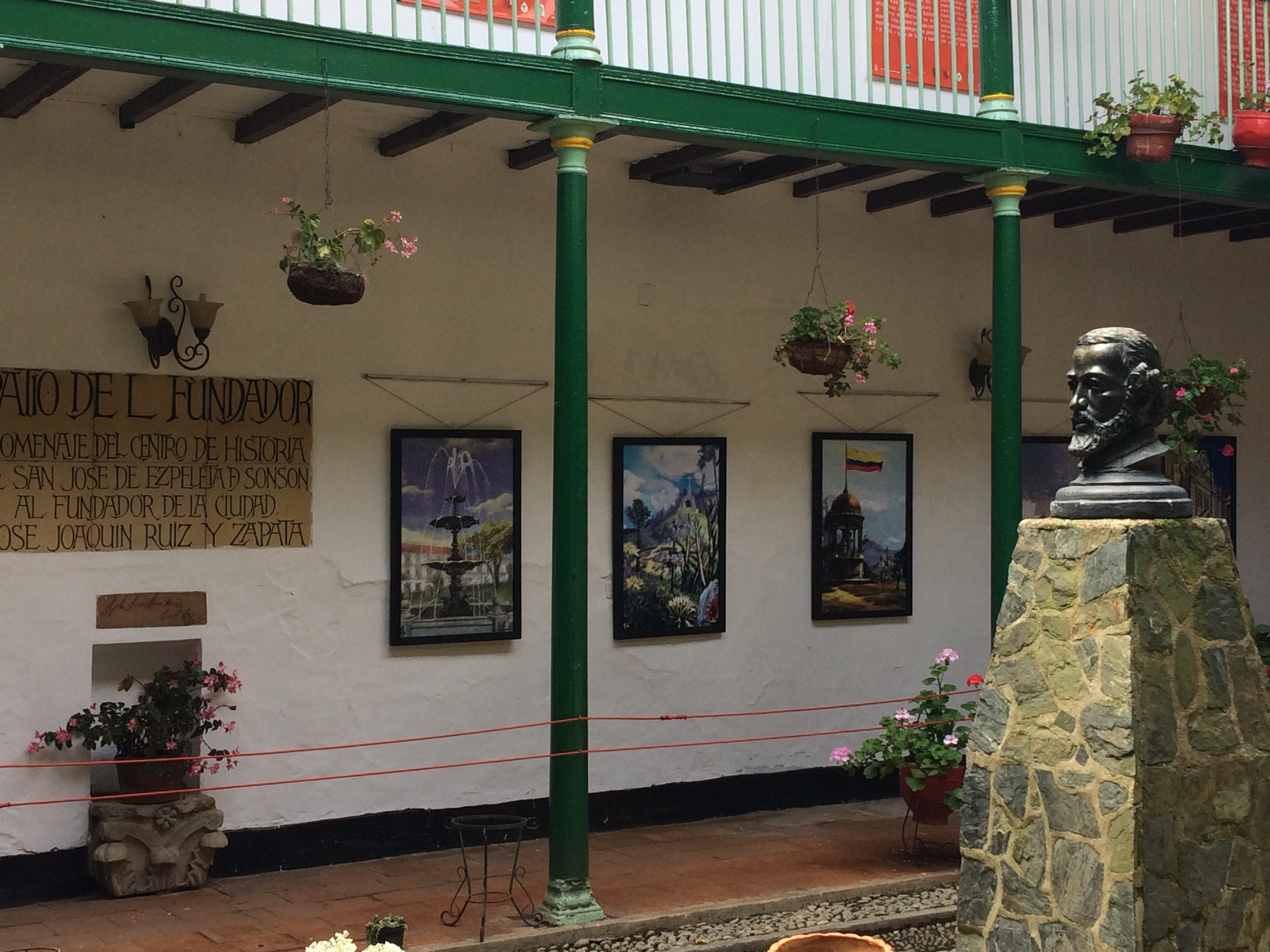
"Patio del Fundador" en la Casa de la Cultura.

Posterior a la fundación, José Joaquín Ruíz continuó ostentando el título de juez poblador ejerciendo inspección de la marcha administrativa del distrito, ello hasta el año de 1817, fecha en que se registra el último documento suscrito por él mismo referente a Sonsón. A este período corresponde también su última visita a la población.

### Fallecimiento
Al terminar su vinculación con el distrito, Ruíz y Zapata se dedicó enteramente a la administración de sus negocios particulares. Falleció por causas naturales en su ciudad natal el 21 de agosto de 1821 a los 65 años, siendo sepultado en el cementerio de la localidad.

### Legado
En recuerdo suyo se han erigido diferentes memoriales en Sonsón; el más antiguo y principal es el bautizo de la plaza principal del municipio como Plaza de Ruíz y Zapata, homenaje que data de la década de 1840. 
En la década de 1970, el Centro de historia inauguró en la fachada de la Casa Consistorial, una placa con el autógrafo del fundador, y en 1995, un busto suyo en el patio de la Casa de la Cultura "Roberto Jaramillo Arango".